# Joshua Redman

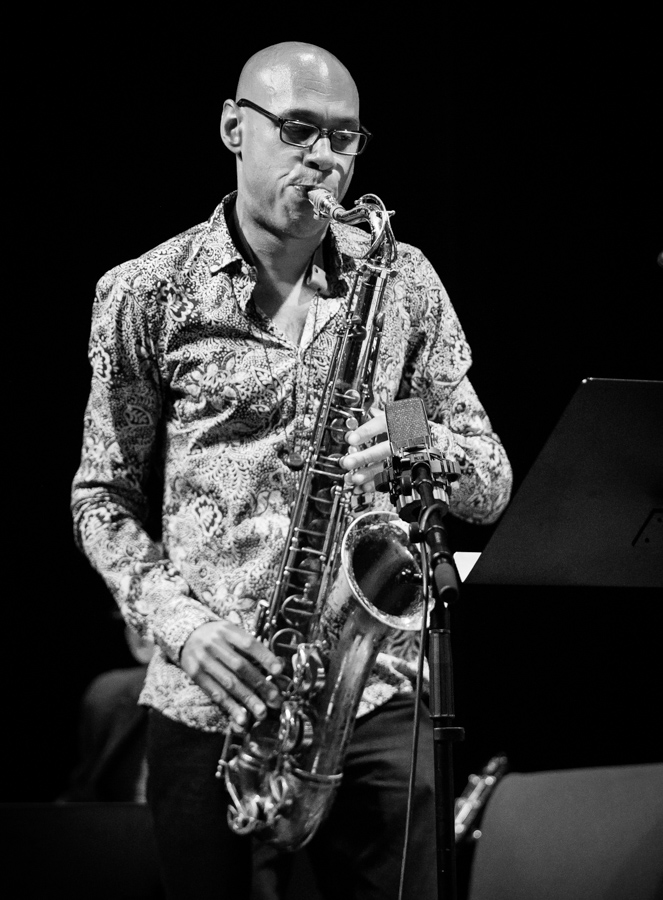
Joshua Redman, Kongsberg Jazzfestival 2017

Joshua Redman (Berkeley, California; 1 de febrero de 1969) es un músico estadounidense de jazz, saxofonista tenor y soprano; toca también el alto. 
Su estilo se encuadra dentro del eclecticismo de la escena jazzística de los años 1990, con una marcada tendencia hacia el bop e influido por músicos como Red Holloway y Gene Ammons.

## Trayectoria

### Formación y comienzos
Joshua Redman nació en Berkeley, California, hijo del gran saxo tenor Dewey Redman y la bailarina y bibliotecaria Renee Shedroff. Asistió a muchas clases de música en el centro para la música del mundo de Berkeley, donde su madre estudió danza india del sur. Recibió también lecciones de Jody Diamond. Comenzó a tocar clarinete a los nueve años antes de cambiar a lo que se convirtió en su instrumento principal, el saxo tenor, un año después. Redman cita a John Coltrane, Ornette Coleman, Cannonball Adderley, su padre Dewey Redman, así como a los Beatles, Aretha Franklin, Temptations, Prince, Police y Led Zeppelin como sus influencias musicales.
Redman se graduó de la High School secundaria de Berkeley, en la clase de 1986, después de haber formado parte del galardonado Berkeley High School Jazz Ensemble durante los cuatro años de escuela secundaria. Después de la graduación, Joshua frecuentó las jam sessions del pianista del Área de la Bahía y profesor de música (en el Laney College de Oakland, California), Ed Kelly. Fue allí donde actuó junto a su amigo Robert Stewart (saxofonista).
En 1991, se graduó con summa cum laude, en Estudios Sociales en la Universidad de Harvard, donde fue miembro de la Phi Beta Kappa. Ya había sido aceptado por la Facultad de Derecho de Yale, pero aplazó la entrada por lo que creía que iba a ser solo un año. Algunos de sus amigos se habían mudado recientemente a Brooklyn, y estaban buscando a otro compañero para ayudar con el alquiler. Redman aceptó su invitación para mudarse, y casi inmediatamente se encontró inmerso en la escena del jazz de Nueva York. Comenzó a tocar y actuar regularmente con algunos de los principales músicos de jazz de su generación y de la de su padre, entre ellos Brad Mehldau, Peter Martin, Mark Turner, Peter Bernstein, Roy Hargrove, Christian McBride, Kevin Hays, Pat Metheny, Charlie Haden y Billy Higgins, entre otros.

### Años 1990. Consagración
Redman ganó el concurso internacional del saxofón del jazz Thelonious Monk en 1991, y comenzó a centrarse en su carrera musical. Firmó por Warner Bros. Records y apareciendo pronto en la portada de muchas revistas de jazz. Fue considerado por varias revistas de la industria del Jazz como el John Coltrane de la actualidad. Publicó su primer álbum homónimo en la primavera de 1993, que posteriormente le valió a Redman su primera nominación al Grammy. Continuó desarrollando su estilo a través de los años 1990, comenzando con una aparición como sideman en Youngblood de Elvin Jones junto a Javon Jackson, y siguiendo con una aparición en el álbum 1992 de su padre Dewey, Choices. En su segundo álbum como líder, Wish, se unió a una notable formación formada por el guitarrista Pat Metheny, el bajista Charlie Haden y el baterista Billy Higgins. Este grupo después hizo giras como el cuarteto de Joshua Redman, apareciendo Christian McBride en lugar de Charlie Haden. 
Continuó trabajando con varios cuartetos, entre ellos uno con el pianista Brad Mehldau hasta formar un nuevo trío, Elastic, con el teclista Sam Yahel y el baterista Brian Blade. El trío debutó bajo el apodo Yaya3, produciendo un álbum bajo este nombre. El mismo grupo de músicos formó el núcleo en el álbum de Redman Elastic, antes de ser conocido como la Joshua Redman Elastic Band. En 1996, Joshua grabó y anduvo de gira con el sexteto de Chick Corea en su "Tribute to Bud Powell". Redman también actuó en un supergrupo ficticio, "The Louisiana Gator Boys", en la película de 1998 Blues Brothers 2000, actuando en los temas "How Blue Can You Get?" Y "New Orleans". 
En 1999, Joshua Redman fue inmortalizado en el programa de televisión para niños Arthur (Serie de TV) en PBS. Apareció en el décimo episodio de la cuarta temporada, donde se rumoreaba por los personajes que iba a tener en una pelea con el famoso violonchelista Yo-Yo Ma, quien también apareció en el episodio. 

### A partir del año 2000
En 2000, Redman fue nombrado director artístico para la temporada de primavera de la organización sin fines de lucro de presentación de jazz SFJAZZ. Redman cofundó el SFJAZZ con el director Ejecutivo Randall Kline, como el Colectivo SFJAZZ, un conjunto distinguido por la creatividad de sus miembros y un énfasis principal en la composición. En marzo de 2007, Redman anunció que se apartaba tanto de la Dirección Artística del SFJAZZ como del Colectivo SFJAZZ para centrarse en nuevos proyectos.
En abril de 2007, Nonesuch lanzó el primer disco del trío de Redman, Back East, presentando a Joshua junto a tres secciones rítmicas de bajo y batería (Larry Grenadier y Ali Jackson, Christian McBride y Brian Blade, Reuben Rogers y Eric Harland) y tres saxofonistas invitados (Chris Cheek, Joe Lovano y Dewey Redman). Su lanzamiento de enero de 2009, Compass, continuó la tradición de trío, e incluso incluyó algunas pistas con una configuración de doble trío, con saxofón, dos bajos y dos bateristas.
A finales de 2009, Redman comenzó a actuar con una nueva banda de colaboración llamada James Farm, con el pianista Aaron Parks, el bajista Matt Penman y el baterista Eric Harland. Lanzaron su primer álbum homónimo el 26 de abril de 2011 y su álbum de seguimiento, City Folk el 27 de octubre de 2014.
Redman fue también miembro inaugural del panel de jueces de los Premios de Música Independientes para apoyar a artistas independientes.
A principios de 2013, se anunció que Redman lanzaría una nueva colección de baladas vintage y contemporáneas con un cuarteto de jazz y un conjunto orquestal titulado Walking Shadows. Producido por el amigo y colaborador frecuente de Redman, Brad Mehldau, el álbum también cuenta con Larry Grenadier (bajo) y Brian Blade (batería). Fue lanzado el 7 de mayo de 2013 en Nonesuch. Acerca de Walking Shadows, el New York Times dice que "no ha habido una prestación lírica más sublime en su carrera de 20 años de grabación".
El domingo, 8 de diciembre de 2013, Redman se unió a un grupo de estrellas de jazz en el escenario en el Kennedy Center en Washington D. C., para rendir homenaje a Herbie Hancock. El evento fue transmitido el domingo 29 de diciembre de 2013 en CBS.
En 2015, Redman recibió su tercera nominación al Grammy por su solo en "Friend or Foe" del álbum The Bad Plus de Joshua Redman.
Además de sus propios proyectos, Redman ha grabado y actuado con músicos como Brian Blade, Ray Brown, Dave Brubeck, Chick Corea, Dave Matthews, Jack DeJohnette, Bill Frisell, Aaron Goldberg, Larry Goldings, Charlie Haden, Herbie Hancock, Roy Hargrove, Roy Haynes, Billie Higgins, Milt Jackson, Elvin Jones, Quincy Jones, Big Daddy Kane, Geoff Keezer, BB King, La Orquesta de Jazz del Centro Lincoln, Letieres Leite & Orkestra Rumpilezz, Branford Marsalis, John McMillan, John Medeski, Brad Mehldau, Pat Metheny, Marcus Miller, Paul Motian, MeShell Ndegeocello, Leon Parker, Nicholas Payton, John Psathas, Dewey Redman, Dianne Reeves, Melvin Rhyne, The Rolling Stones, Kurt Rosenwinkel, John Scofield, Soulive, Clark Terry, Toots Thielemans, La Orquesta de Jazz de Trondheim, Mark Turner, McCoy Tyner, US3, Bugge Wesseltoft, Cedar Walton, Stevie Wonder y Sam Yahel.

## Discografía

### Como líder
- 1993: Joshua Redman

- 1993: Wish

- 1994: MoodSwing

- 1994: Blues For Pat: Live in San Francisco

- 1995: Spirit of the Moment: Live at the Village...

- 1996: Freedom in the Groove

- 1998: Timeless Tales (For Changing Times)

- 2000: Beyond

- 2001: Passage of Time

- 2002: Elastic

- 2005: Momentum

- 2007: Back East

- 2009: Compass

- 2011: "James Farm"

- 2013: "Walking Shadows"

- 2015: "The Bad Plus"

- 2016: Nearness
- 2018: Come What May
- 2019: Round Again
- 2023: where are we  (Blue Note), con: Gabrielle Cavassa
- 2025: Words Fall Short (Blue Note), con: Paul Cornish, Philip Norris, Nazir Ebo, Melissa Aldana, Skylar Tang

### Con James Farm
- 2011: James Farm
- 2014: City Folk

### Como sideman
Con el Bob Thiele Collective
- 1991: Louis Satchmo

Con Chick Corea
- 1997: Remembering Bud Powell

Con Elvin Jones
- 1992: Youngblood (Enja)

Con Jonny King
- 1996: Notes from the Underground (Enja Records)

Con Joe Lovano
- 1993: Tenor Legacy (Blue Note)

Con Christian McBride
- 1993: Gettin' to It

Con Brad Mehldau
- 2010: Highway Rider (Nonesuch)

Con Paul Motian
- 1993: Paul Motian and the Electric Bebop Band (JMT)

Con Dewey Redman
- 1992: Choices (Enja)
- 1992: African Venus (Evidence)

Con Cedar Walton
- 1997: Roots (Astor Place)

Con Kurt Rosenwinkel
- 2005: Deep Song

Con Sam Yahel
- 2007: Truth and Beauty (Origin)

Con la Trondheim Jazz Orchestra
- 2010: Triads and more

Con Ferenc Nemeth
- 2012: Triumph